# Issy-les-Moulineaux
Issy-les-Moulineaux là một xã trong vùng đô thị Paris, thuộc tỉnh Hauts-de-Seine, vùng hành chính Île-de-France của nước Pháp, có dân số là 52.647 người (thời điểm 2004).

## Các thành phố kết nghĩa
- Dapaong, Togo, từ 1989
- Hounslow, Anh, từ 1982
- Macerata, Ý, từ 1982
- Nahariya, Israel, từ 1994
- Pozuelo de Alarcòn, Tây Ban Nha, từ 1990
- Weiden in der Oberpfalz, Đức, từ 1954

## Những người con của thành phố
- Robert Charpentier (1916-1966), vận động viên đua xe đạp
- Saïd Haddou (sinh 1982), vận động viên đua xe đạp